# Strålande helgonfé
Strålande helgonfé är en Luciasång skriven av Hugo Hammarström (melodi) och Gustaf Adolf Brandt (text), och inspelad på skiva bland annat 2006 med Sånggruppen Mysing.

## Inspelningar
En inspelning med Malena Ernman och Sarah Dawn Finer nådde i december 2017 91:a plats på Sverigetopplistan för singlar.